# Ernest Townsend
Ernest Townsend (1. ledna 1880 – 22. ledna 1944) byl anglický portrétista pocházející z města Derby.
Studoval na Derby College of Art, Heatherley School of Fine Art v Chelsea a Royal Academy of Arts v Londýně. Mezi jeho významná díla patří portrét Winstona Churchilla z roku 1915. Ten se nyní nachází v londýnském Národním liberálním klubu.
Townsendovi bylo zaplaceno, aby vytvořil návrh na střechy letadlových továren firmy Rolls-Royce tak, aby se německým bombardérům jevily jen jako vesnice.

## Biografie

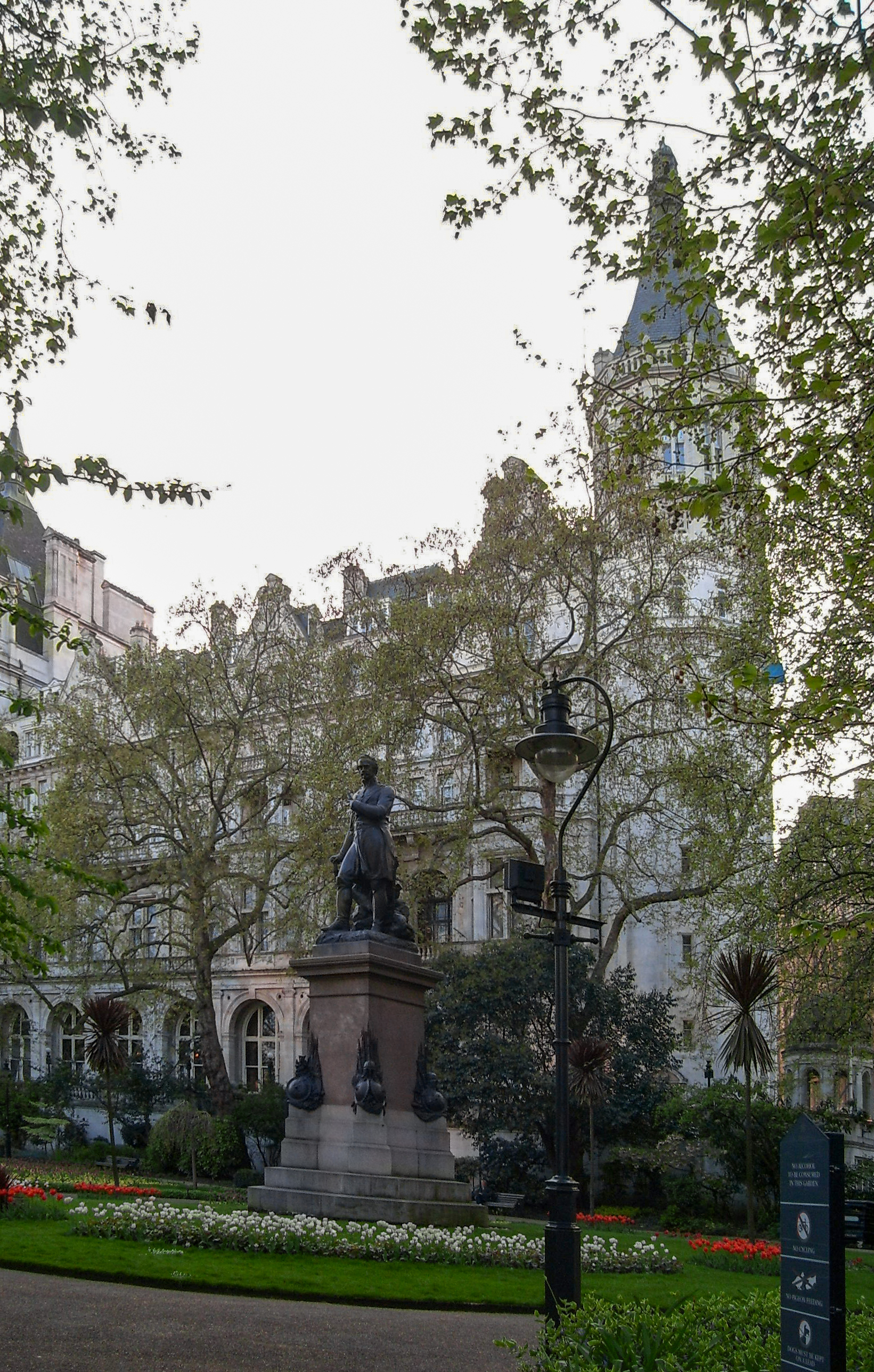
Budova Národního liberálního klubu, kde se nachází Townsendův portrét Winstona Churchilla.

Ernest Townsend se narodil na Parliament Street v Derby jako nejmladší z pěti dětí Jamese Townsenda. Jeho otec pracoval ve firmě Holmes of Derby (později Sanderson & Holmes) vyrábějící kočáry. Toto řemeslo bylo v rodině vykonáváno nejméně po tři generace. Jamesův otec William se do Derby přestěhoval na konci 50. let 19. století z Bittonu v hrabství Gloucestershire.
Své studium začal Townsend na Abbey Street School a ve věku 14 let šel do učení k firmě architektů Wright and Thorpe (později známé jako T. H. Thorpe Associates), sídlící v čísle 23 na Saint James Street v Derby. Thomas Harrison Thorpe, mladší partner, okamžitě objevil Townsendovo umělecké nadání a vyvinulo se mezi nimi celoživotní přátelství.
Ernest Townsend nakonec opustil své učení na architekta a odešel na Heatherly School of Fine Art (školu krásných umění) v Londýně. Poté začal pětiletý kurz v Royal Academy Schools. Do ledna 1907 byl studentem na škole kreslení, patřící k Royal Academy. Mezi jeho učiteli tu byli například John Singer Sargent a Lawrence Alma-Tadema. Mezi lety 1910 a 1937 vystavil Townsend v Královské akademii 15 svých děl.
Jako chudý student umění žil u svého bratra Williama Paulsona Townsenda, jenž vystudoval Royal School of Needlework a byl autorem a editorem různých uměleckých publikací. Roku 1904 Townsend získal stipendium Royal Academy's Landseer Scholarship a o rok později vyhrál cenu Academy's Creswick za Willows and Weeds, malbu, kterou jeho rodina později věnovala Umělecké galerii města Derby.
V roce 1907 Townsend opustil Londýn a po nějakém čase stráveném ve Francii a Nizozemsku se vrátil zpět do Derby. Zde měl studio na Full Street a žil v blízkém Coxbenchu, dnešním Holbrooku. Roku 1912 reprezentoval Velkou Británii na Olympiádě ve Stockholmu, kde se zúčastnil umělecké soutěže. Ve věku 25 let obdržel zakázku, podle které měl namalovat portrét svého bývalého ředitele na School of Art, T. C. Simmondse. Královská akademie tento obraz přijala do své letní expozice roku 1910. Možná právě tento úspěch Townsendovi zajistil další zakázky – tentokrát šlo o obraz Williama Crowthera, ředitele Derbské knihovny a umělecké galerie. Po zbytek svého života dostával Townsend ještě další zakázky od činitelů města Derby.
Za svůj portrét Winstona Churchilla z roku 1915, kdy byl prvním lordem admirality, dostal Townsend zaplaceno anonymně. Od roku 1944 visí tento obraz v Národním liberálním klubu v Londýně.
Stejně jako akademické školy, i město Derby mělo svou elitní uměleckou skupinu. Členy tzv. Derby Sketching Clubu byli Alfred John Keene, S. H. Parkin nebo Frank Gresley. Townsend se stal také členem tohoto spolku a zůstal jím až do své smrti. S jeho pomocí získal také svého patrona Alfreda E. Goodeyho.
Když Townsend v roce 1944 zemřel, někteří tvrdili, že za to mohlo přepracování. Během druhé světové války byl totiž zaneprázdněn vytvářením návrhů na zamaskování střech továren firmy Rolls-Royce. Zde se totiž vyráběly motory pro stíhačky Spitfire a Hawker Hurricane. Díky svým schopnostem Townsend zajistil, že továrny ze vzduchu vypadaly jen jako vesnice.
Roku 1944 zavedlo Muzeum a umělecká galerie města Derby expozici věnovanou Ernestu Townsendovi a stále vlastní rozsáhlou sbírku jeho děl, ačkoliv nejsou permanentně vystaveny.